# Gare de Courtalain - Saint-Pellerin
La gare de Courtalain - Saint-Pellerin est une gare ferroviaire française de la ligne de Chartres à Bordeaux-Saint-Jean, située sur le territoire de la commune de Saint-Pellerin (commune nouvelle d'Arrou), à proximité de Courtalain, dans le département d'Eure-et-Loir, en région Centre-Val de Loire.
C'est une halte voyageurs de la Société nationale des chemins de fer français (SNCF) desservie par des trains du réseau TER Centre-Val de Loire qui effectuent des missions entre Chartres et Courtalain - Saint-Pellerin, via Brou.

## Situation ferroviaire
Établie à 156 mètres d'altitude, la gare de Courtalain - Saint-Pellerin est située au point kilométrique (PK) 140,942 de la ligne de Chartres à Bordeaux-Saint-Jean, entre les gares ouvertes d'Arrou et de Château-du-Loir. Elle est le terminus de cette section de ligne, les gares suivantes sont fermées jusqu'à la limite de déclassement, située au PK 183,400. Il n'y a plus de relations ferroviaire avec la gare de Château-du-Loir.
C'est une ancienne gare de bifurcation avec les lignes fermées : de Thorigné à Courtalain - Saint-Pellerin et de Courtalain - Saint-Pellerin à Patay (relation du Mans à Orléans).

## Histoire
La gare de Courtalain - Saint-Pellerin est mise en service par l'Administration des chemins de fer de l'État lors de l'ouverture à l'exploitation de la section de Brou à Courtalain le 2 avril 1883.

## Fréquentation
De 2015 à 2023, selon les estimations de la SNCF, la fréquentation annuelle de la gare s'élève aux nombres indiqués dans le tableau ci-dessous.
| Année     | 2015  | 2016  | 2017  | 2018  | 2019  | 2020  | 2021  | 2022  | 2023  |
| --------- | ----- | ----- | ----- | ----- | ----- | ----- | ----- | ----- | ----- |
| Voyageurs | 5 739 | 5 170 | 4 140 | 4 586 | 4 511 | 3 804 | 5 631 | 7 012 | 4 479 |

## Service des voyageurs

### Accueil
Halte SNCF, c'est un point d'arrêt non géré (PANG) à accès libre. Elle est équipée d'automates pour l'achat des titres de transport.

### Desserte
Courtalain - Saint-Pellerin est desservie par des trains TER Centre-Val de Loire qui effectuent des missions entre Chartres et Courtalain - Saint-Pellerin, via Brou.

### Intermodalité
Un parc pour les vélos et un parking pour les véhicules sont aménagés près de l'ancien bâtiment voyageurs.

## Service des marchandises
La gare de Courtalain - Saint-Pellerin est ouverte au trafic du fret.

## Galerie de photographies

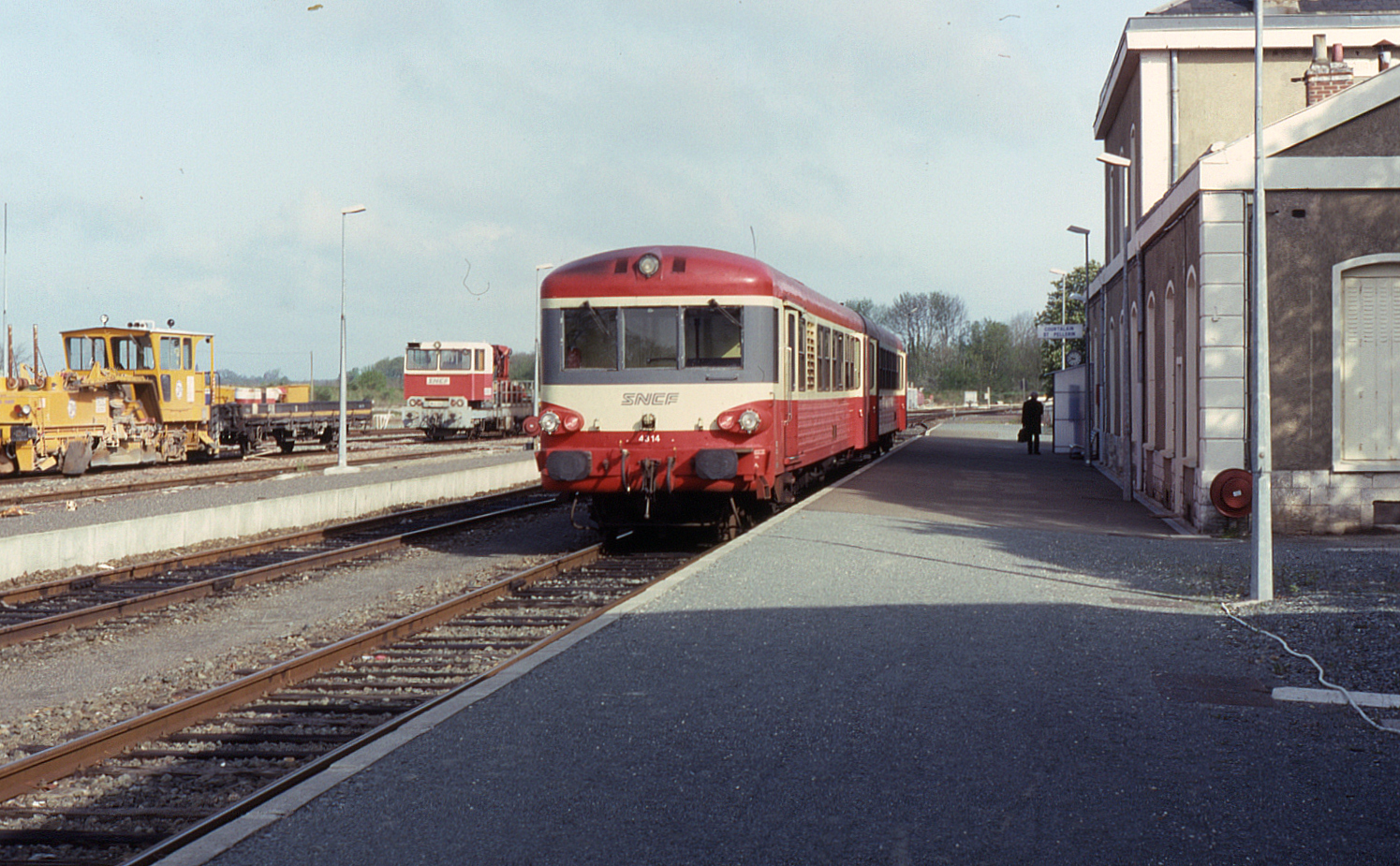
Élément X 4300 en gare le 2 mai 1992.
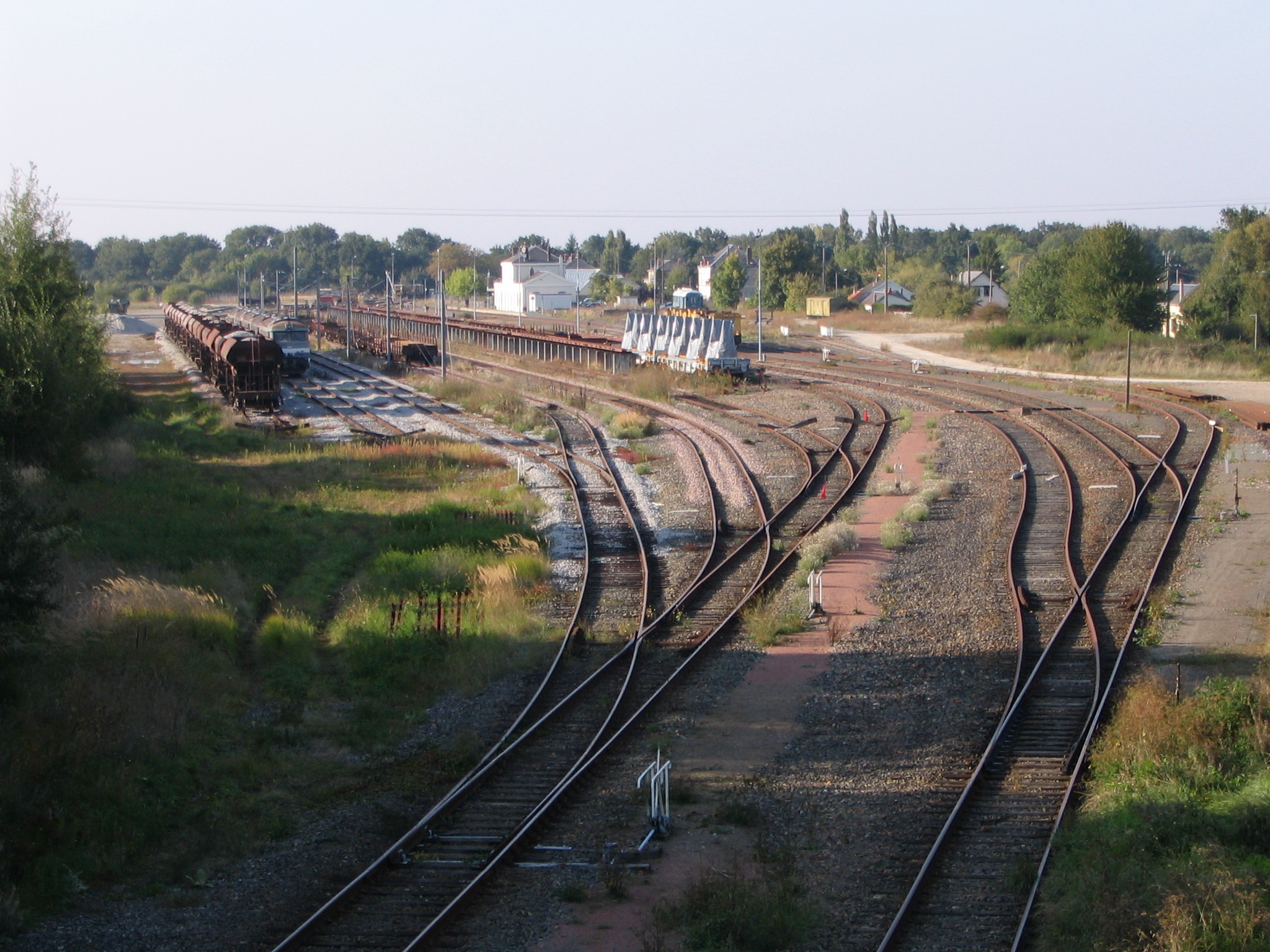
Vue générale avec les voies de garage à gauche.
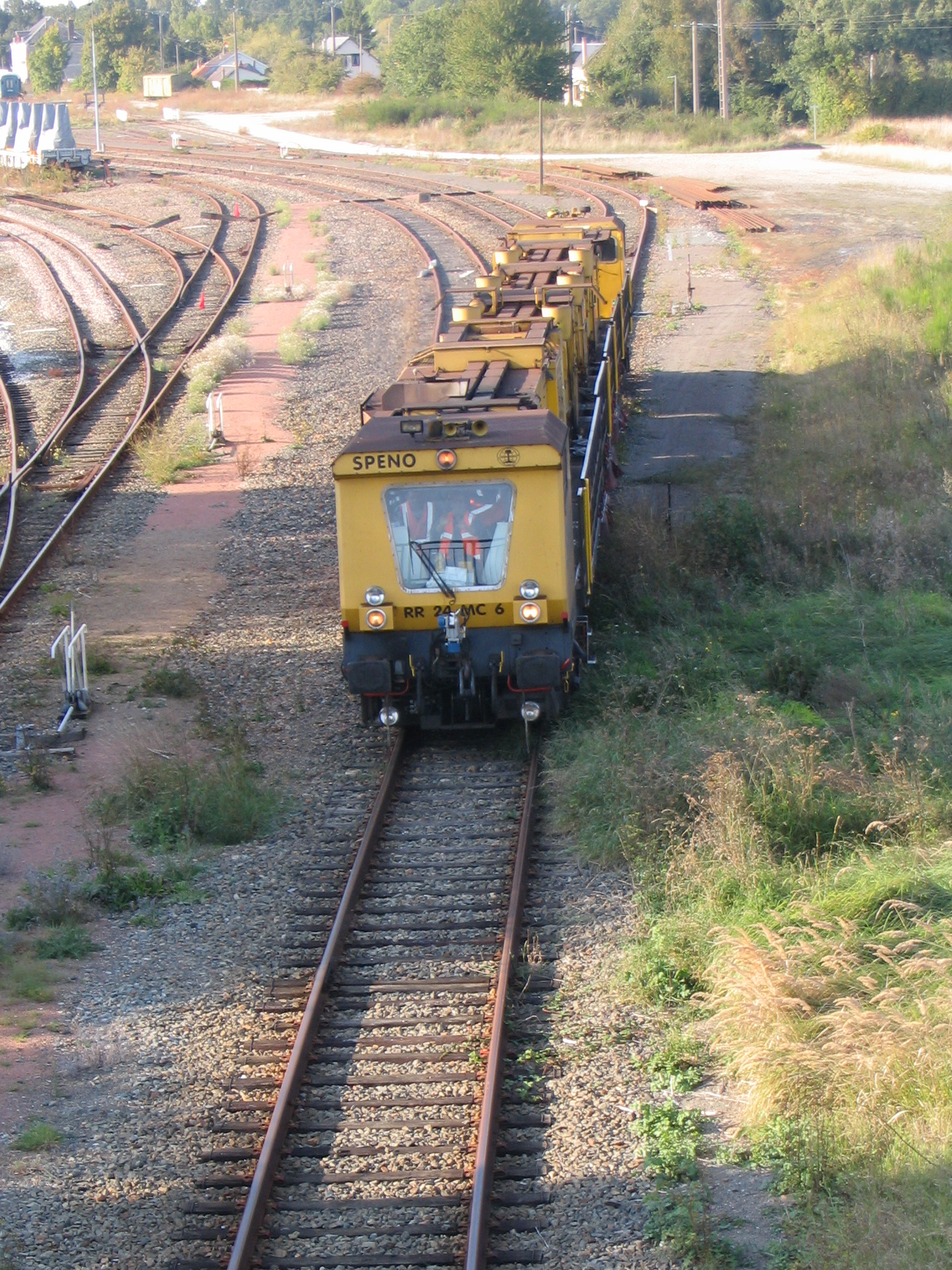
Train de travaux stationnant sur une voie de débord.
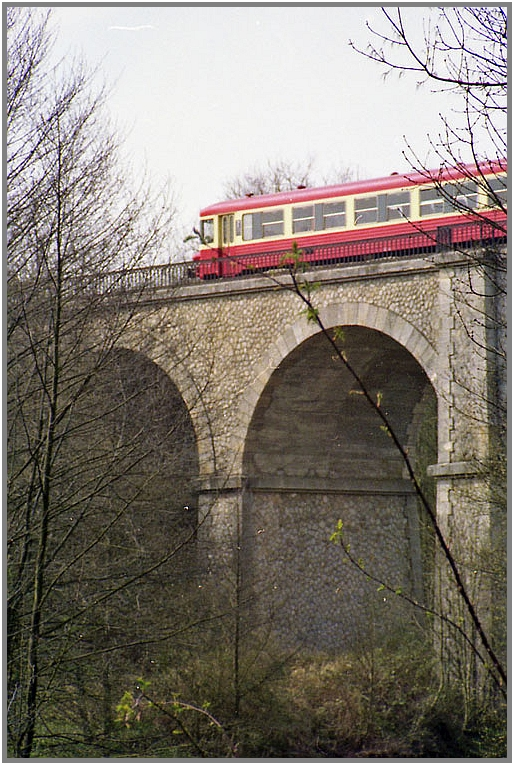
En 1989, un autorail X 4300 en provenance de Chartres franchit la rivière Yerres juste avant d'entrer en gare de Courtalain St Pellerin[Note 1].